# 薛虬

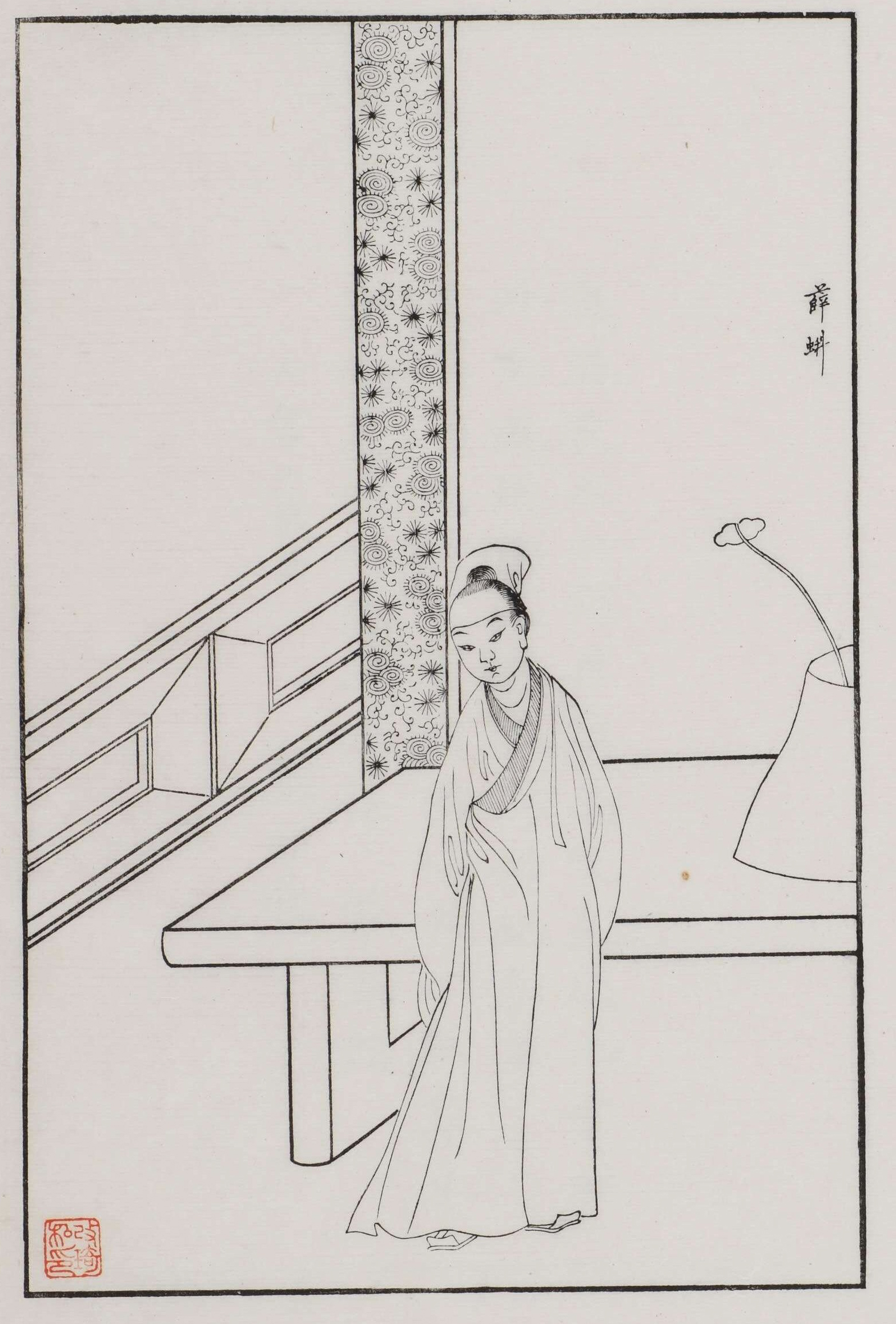
改琦绘，出自《红楼梦图咏》

薛虬，一作薛虯，或作「薛蝌」或「薛蚪」，《红楼梦》人物。薛姨妈的侄儿，薛宝琴的胞兄，薛寶釵的堂弟。因父亲去世，母亲又患痰症，他带著妹妹薛宝琴进京聘嫁，投奔薛姨妈。他秉性忠厚，尽力帮薛姨妈料理各项事务，也不理睬夏金桂、宝蟾的挑逗，后由贾母说媒，与邢夫人之侄女邢岫烟订婚。
周汝昌先生在“蝌”字下作按语曰：「薛蝌之名，当是底本草书致讹。盖蝌蚪乃蛙之幼虫，至细至卑，无所取义。应作虬（qiú）。虬为龙之一种。兄名蟠，弟名虬，其义相联。雪芹写竹根雕杯，写梅花曲枝，皆用“蟠虬”一词可证。虯误为蚪，又讹作蝌也。」